# Loros UdeC
Loros de la Universidad de Colima, znany najczęściej jako Loros – meksykański klub piłkarski z siedzibą w mieście Colima, w stanie Colima. Obecnie gra w Ascenso MX (II szczebel rozgrywek). Domowe mecze rozgrywa na obiekcie Estadio Olímpico Universitario de Colima, mogącym pomieścić 14 tysięcy widzów.

## Aktualny skład
Stan na 1 września 2016.
| Nr | Poz. | Piłkarz                 |
| -- | ---- | ----------------------- |
| 1  | NA   | Carlo Stefano Rodríguez |
| 2  | OB   | Christian Felipe Ocaña  |
| 3  | OB   | José Luis Verduzco      |
| 4  | OB   | Manuel Madrid           |
| 5  | PO   | Isaac Gabriel Díaz      |
| 6  | PO   | Alan Gustavo Ramírez    |
| 7  | PO   | Marvin Piñón            |
| 8  | PO   | Martín Aarón Ponce      |
| 9  | NA   | Sergio Soto             |
| 10 | PO   | Felipe Ponce            |
| 11 | NA   | Jorge Alexis Amador     |
| 12 | BR   | Jorge Alberto Chávez    |
| 13 | OB   | Uriel Navarro           |
| 14 | OB   | Cristian Rolando Cruz   |
| 15 | OB   | Abraham Coronado        |

| Nr | Poz. | Piłkarz                    |
| -- | ---- | -------------------------- |
| 16 | NA   | Julio César Morales        |
| 17 | OB   | Oscar Isao Torres          |
| 18 | PO   | Bernardo López             |
| 19 | NA   | Eder Omar Cruz             |
| 20 | PO   | Eder Guerrero              |
| 21 | PO   | Irving Rolando Ávalos      |
| 22 | BR   | Jafet Misraim Arturo Camou |
| 23 | BR   | Miguel Ángel Tejeda        |
| 24 | PO   | Luis Enrique Hernández     |
| 25 | OB   | Santiago Ramsés Carrasco   |
| 26 | OB   | Martín Baruc Orozco        |
| 27 | NA   | Juan Carlos Martínez       |
| 28 | PO   | Ángel Chavarría            |
| 29 | BR   | Carlos Alan Ortega         |
| 30 | PO   | Ángel Partida              |